# Яниці (округ Рімавська Собота)
Яниці (словац. Janice, угор. Jéne) — село, громада в окрузі Рімавська Собота, Банськобистрицький край, Словаччина. Кадастрова площа громади — 8,59 км². Населення — 297 осіб (за оцінкою на 31 грудня 2017 р.).
Перша згадка 1216 року.

## Населення
| Рік:            | 1994. | 2004.    | 2014.    | 2024.    |
| --------------- | ----- | -------- | -------- | -------- |
| Кількість осіб: | 173   | 191      | 249      | 329      |
| Різниця:        |       | +10,40 % | +30,36 % | +32,12 % |

| Рік:            | 2023. | 2024.   |
| --------------- | ----- | ------- |
| Кількість осіб: | 313   | 329     |
| Різниця:        |       | +5,11 % |